# Włodzimierz Chrobry
Włodzimierz Andrejewicz Chrobry (Владимир Андреевич Храбрый; ur. 15 lipca 1353, zm. maj 1410) – książę borowsko-sierpuchowski, moskiewski, wołucki, rżewski, horodecki i uglicki.
Był synem Andrzeja, księcia borowsko-sierpuchowskiego, i jego żony Marii, wnukiem księcia moskiewskiego Iwana Kality.
Zimą z 1371 na 1372 poślubił Helenę, córkę wielkiego księcia litewskiego Olgierda. Z tego małżeństwa pochodziło sześciu synów: Iwan, Siemion, Andrzej Starszy, Jarosław (Atanazy), Andrzej Młodszy i Wasyl.